# Buruli-ulcus
Buruli-ulcus is een infectieziekte die wordt veroorzaakt door Mycobacterium ulcerans. In een vroeg stadium van de infectie is er sprake van een pijnloos knobbeltje of van een pijnloze zwelling. Dit knobbeltje kan zich ontwikkelen tot een zweer. De onderhuidse zweer kan groter zijn dan aan het oppervlak van de huid waarneembaar is en kan worden omringd door een zwelling. In een gevorderd stadium kan het bot worden geïnfecteerd. Een Buruli-ulcus komt vooral voor op de armen en benen. Vaak gaat de zweer niet gepaard met koorts.

## Oorzaak
M. ulcerans geeft toxine mycolactone af. Deze toxine vermindert de werking van het immuunsysteem, waardoor weefsel afsterft. De bacterie is verwant aan de bacteriën die tuberculose en lepra veroorzaken (respectievelijk M. tuberculosis en M. leprae). Er zijn geen gegevens bekend over de verspreiding van de ziekte. Vermoed wordt dat waterbronnen een rol spelen. Australisch onderzoek wees uit dat de bacterie in Australië werd overgebracht van opossums naar de mens via muggen. Anno 2013 was er nog geen effectief vaccin.

## Behandeling
Vroegtijdige behandeling met antibiotica gedurende acht weken is in 80% van de gevallen effectief. Vaak wordt ter behandeling rifampicine en streptomycine gegeven. Soms wordt in plaats van streptomycine Clarithromycine of moxifloxacine gegeven. In sommige gevallen wordt de zweer operatief verwijderd . Meestal blijft na genezing een litteken achter.

## Epidemiologie
Buruli-ulcus komen vooral voor in landelijke gebieden in Afrika bezuiden de Sahara, met name in Ivoorkust. De ziekte kom echter ook voor in Azië, ten westen van de Stille Oceaan en in Amerika. Er zijn gevallen bekend in meer dan 32 landen. Elk jaar komen er vijfduizend tot zesduizend gevallen van Buruli-ulcus voor. De ziekte komt ook voor onder dieren. Buruli-ulcus werd voor het eerst beschreven in 1897 door Albert Ruskin Cook.